# Nod-sur-Seine
Nod-sur-Seine é uma comuna francesa na região administrativa da Borgonha-Franco-Condado, no departamento de Côte-d'Or. Estende-se por uma área de 23,56 km². Em 2010 a comuna tinha 213 habitantes (densidade: 9 hab./km²).